# 波特鎮區 (北達科他州巴恩斯縣)
波特鎮區（英語：Potter Township）是位於美國北達科他州巴恩斯縣的一個鎮區。

## 地方資料
波特鎮區的面積為92.09平方千米，當中陸地面積為84.87平方千米，而水域面積為7.22平方千米。根據2010年美國人口普查的數據，當地共有人口34人，而人口密度為每平方千米0.37人。